# 케식
케식(몽골어: kešik/Хишигтэн, 영어: Khishig, Keshik, Keshichan, 중국어: 怯薛, 의미: "총애하는", "축복받은")은 몽골 제국의 왕족들, 특히 칭기즈 칸이나 왕비 보르테와 같은 지배자를 위해 창설되었던 친위대이다. 한문으로는 겁설(怯薛)이라 칭한다. '케식'은 몽골어로 '축복받은, 신성한'이라는 뜻을 갖고 있으며, 이들의 주요 임무는 밤낮을 가리지 않고 제국의 칸이나 황제의 곁에서 이들을 보호하는 것이었다. 이들은 밤낮에 따라 2개의 부대로 나뉘었는데, 밤에 근무하는 부대는 케브톨이라는 이름으로 불렸다. 이들은 정규군으로부터 분리되어 그들과 함께 전투를 치르는 대신, 후방에서 호위의 업무를 맡도록 되어 있었다. 케식 부대의 대장은 '체르비'라는 이름으로 불렸다.

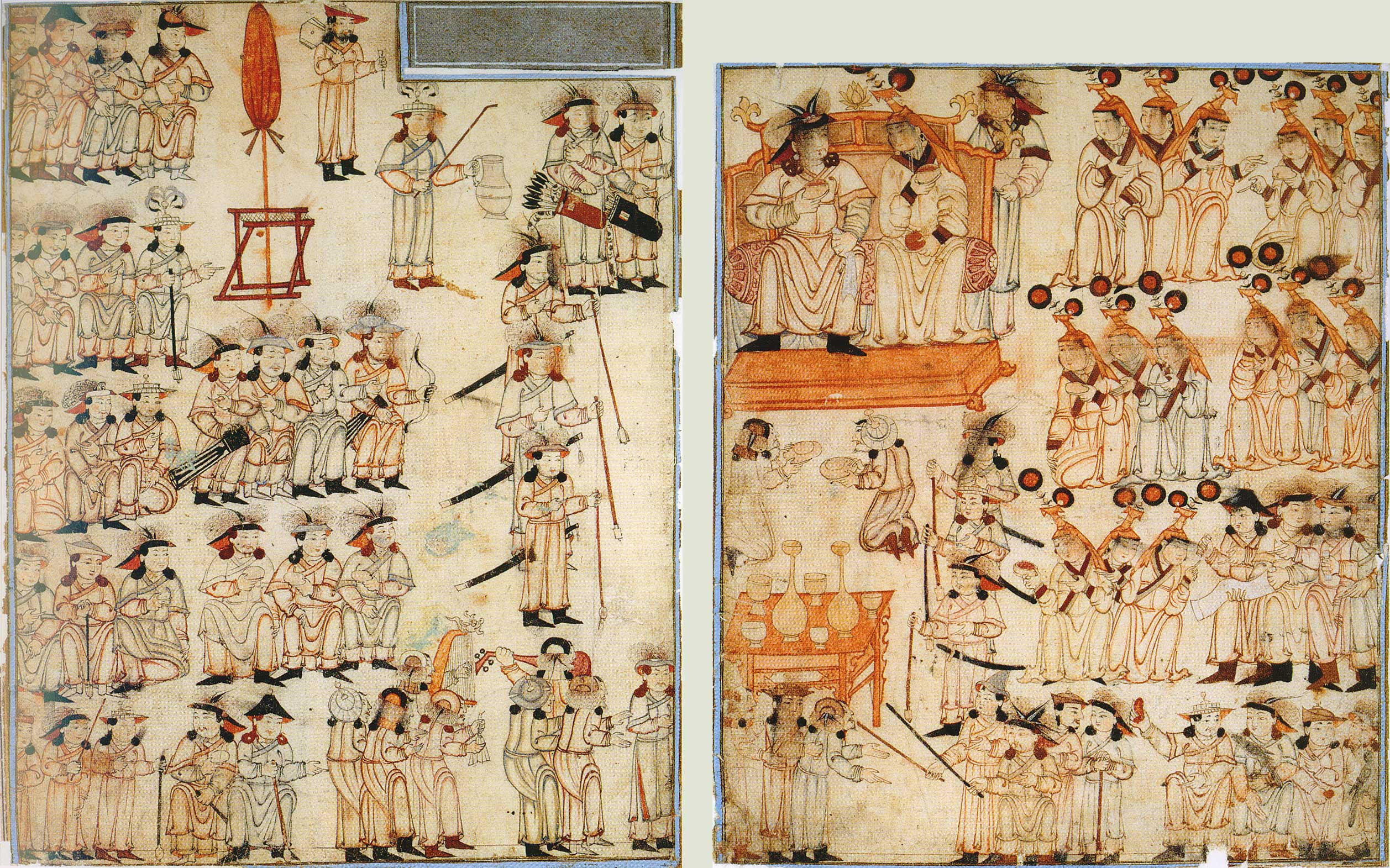
칸을 가까이 두고 호위하는 케식 (집사)

이들은 몽골 제국에서 군주 (칸)을 밤낮 종일 호위하는 친위대이다. 'kešik'의 의미에 대해서는 여러 설이있다. "칸에게서 받는 은총"을 의미한다는 설이 일반적인 의견이지만, 근래에는 "kešik"은 "윤번 [제]"(輪番 [制])를 의미하는 단어라는 주장도 나왔다. 사료에서는 -tei (~을 가진 자)라는 단어를 붙여서 "케식테이 (kešiktei)" 라고도 불린다.
케식은 칸의 친위대, 정예군이라는 군사적 측면 말고도 또 다른 일이 있었는데 일종의 칸의 가사를 책임지는 기관으로서 작동하기도 했고 향후 국정을 담당하는 간부를 양성하는 기관으로서의 측면도 가지고 있어 다양한 목적을 가진 몽골 제국의 중요한 기관이기도 했다. 따라서 케식 제도는 천인대 제도(밍간)와 함께 몽골 제국의 근간이 되는 제도로 평가받고 있다.
몽골 제국의 전쟁이 유라시아의 대부분에서 이루어졌기 때문에, 케식 부대가 미친 영향은 그만큼 넓은 지역에 거대하게 작용하였다.
몽골 제국은 대부분의 유라시아에 걸쳐 있었기 때문에 몽골 제국의 전쟁도 이곳에서 일어났고, 몽골의 통제 지역에 미치는 영향으로 케식과 같은 제국 근위대가 탄생했다. 케식은 인도의 무굴 황제의 궁전 경비대와 왕실 사용을 위해 악바르 대왕의 무기고에서 매주 변경되는 화승총과 세이버 검에도 사용되는 용도였다. 한편, 케식이란 이름은 한 때 무굴 제국의 친위대에게도 사용된 적이 있었고, 페르시아의 중요 인사들을 밤중에 보호하는 임무를 맡은 왕실 근위대들도 케식치(Keshikchi)라고 불렸다.
한편 오늘날 몽골의 '키시그텐(Khishigten)' 일족은 현재 중국 내몽골의 커스커텅 기에 거주하고 있으며, 북원의 케식 부대의 후손이라고 알려져 있다.

## 어휘의 뜻
일본에서 '케식'의 뜻은 "은총"의 뜻이라는 주장과 "윤번"의 뜻이라는 주장으로, 크게 이 두 가지 설이 존재한다. 케식 제도에 대해 처음으로 체계적인 연구를 실시했던 야나이 와타리가 은총설을 주장했기 때문에, 일반적으로 일본 내에서는 은총설이 받아들여져 있지만, 최근에는 우노 노부히로 (宇野伸浩)에 의해 은총설의 재검토가 요구되고 있다.

### 은총설
위 은총설과 같이, 일본에서의 몽골사 연구의 선구자인 야나이 와타리에 의해 주장된 이후 통설로 자리잡은 주장이다. 야나이는 현대 몽골어에서 "케식"이 '혜택', '총애', '친절' 등을 의미하는 것에 주목하고 몽골 제국의 친위대가 "천자 (칸)보다 더 특별한 혜택 (케식)을 받았다" 라고 하였고 그에 따라 이 이름으로 알려지게 되었다고 한다. 이러한 해석의 경우 "케식" 그 자체가 친위대 조직의 명칭이 되며, "케식테이" (은총을 받은 자)는 케식에 소속 된 사람의 호칭이 된다.

### 순번설
이 설 역시 일본에서 주장되었으며, "케식"의 뜻을 "윤번"(輪番, 차례대로 돌아가는 순서), 혹은 "순번"(順番)의 뜻으로 해석하는 가설이다. 현대 몽골어에서 "케식"이 "혜택, 총애" 뿐만 아니라 "순번"의 뜻도 있을 수 있다는 내용은 이미 야나이 와타리가 지적하고 있지만, 야나이는 이 뜻을 오히려 몽골 제국 시대의 친위대 제도에서 파생된 것이라고 해석하였고 이후 야나이의 견해가 내려져 오고있다.
그러나 최근 우노 노부히로는 동시대 위구르어 문서에서 "케식"라는 단어가 "순번"이라는 의미로 사용되었는지, 또 마흐무드 알카슈가리의 투르크어 사전인 〈투르크어 대사전〉 (디완 루가트 알 투르크, Dīwān Lughāt al-Turk)에서도 "케식"이 "순번"이라는 뜻의 단어로 적혀있음을 소개하고, 케식의 "순번"이라는 의미가 몽골 제국 이후에 성립했다고 하는 야나이 와타리의 설은 성립되지 않는 것을 지적했다. 게다가 몽골 제국 시대 이전보다 투르크 계 여러 민족들 사이에서 '순번제'(케식)가 존재했다고 생각할 수 있고, 이를 도입하여 몽골 제국의 케식 제도가 성립 된 것으로 간주된다고 말했다.
이 해석의 경우, "케식"이라는 단어는 그대로 "윤번", "차례" 또는 "순번"을 의미하게 되어 그 자체로는 '친위대 조직' 자체를 가리키지 않는다. 그러므로, 우노 노부히로는 "몽골 제국 시대의 친위대 조직"을 가리킬 때는 "당직을 가진 사람들" 이나 "순서를 서는 사람들"을 의미하는 "케식텐 (kešigten)"라는 단어를 사용한다고 말했다.

## 역사
몽골의 역사에서, 부족 지도자의 경쟁자 암살과 적대 부족간의 부족장 암살은 몽골 부족 정치 내에서 끊임없이 변화하는 충성심과 이해 상충으로 인해 흔히 발생했다. 또한 상대 부족의 결속력 약화 및 상대 부족에 대한 주변 부족들의 공격을 유도하기 위한 전략으로서 빈번히 발생하는 사건으로, 대표적인 예가 징기스칸의 아버지인 예수게이가 자신도 모르게 타타르족에 의해 독살당한 사건이 있다.
몽골 유목민들이 전통적으로 잠을 자는 데 사용하던 이동식 게르에는 성벽이나 돌집과 같은 방어 요새나 장치 없이 생활해야 하는 유목민의 특성상 단단한 벽이 없었기 때문에 칼이나 창은 벽을 쉽게 뚫고 안에 있는 대상을 죽일 수 있었고 이러한 특성 상 밤중에 위험이 도사릴 수 밖에 없었다. 밤중에 영지 내에 접근하기가 쉬웠고 가죽으로 된 천막은 창칼에 뚫리기 쉬워 암살 시 천막을 뚫고 목표물을 공격하기가 용이했기 때문에 그 위험성 또한 매우 높았다. 따라서, 몽골 내 몽골의 군주들과 투르크족 군주들은 개인 호위병을 고용할 수 밖에 없었다. 케레이트의 칸이었던 옹과 케레이트의 부족장이었던 토그릴칸은 '토르구드'라는 주간 근위대를 두었는데, 구전에 따르면 오늘날의 토르구드 부족이 이들의 후손이라는 이야기가 전해 내려오고 있다. 토그릴 칸과 옹 칸이 1203년 몽골족에 의해 패배한 이후, 칭기즈 칸은 자신에게 극도의 충성을 바치는 자들을 모아 케식 친위대를 창설하기에 이른다.
초기에 이들은 낮에 근무하는 70명의 '토르구드'(Torguud 혹은 tunghaut)와 밤에 근무하는 80명의 '케브툴'(khevtuul)로 나뉘었다. 칭기즈 칸의 통치기간 동안, 이들은 '사준', '4명의 장군'이라고 불리는 무칼리, 치라운, 보오르추, 보로클의 네 장수가 각각 지휘하는 부대로 나뉘었다. 케식의 구성원들은 몽골 제국 내 대부분의 병사보다 높은 지위에 있었고, 다른 거의 모든 장교를 능가했다. 이들에 대한 보수는 매우 훌륭했고, 때문에 부대원들의 업무에 대한 천직 의식은 강렬했다. 이후 케식 부대의 수는 빠르게 증가해, 나중에는 한 명에 평균 3일 정도만 근무하면 될 정도로 늘어났다. 이러한 이유로, '케식'이란 단어는 '축복받은, 신성한'이라는 뜻을 가지게 되었다.
케식의 구성원이 된다는 것은 대단한 영광으로 여겨졌고, 구성원들은 인질 교환 시에는 적국의 귀족을 인질로 하는 것에 대응한 인사로서 교환되었다. 초창기 이들의 수는 1,000명 정도였으나, 칭기즈 칸의 통치 중반에 바얀의 숙부인 나야가(Nayagha)에 의해 통솔되는 투먼으로 확장되었다. 이들의 수는 당시 10,000명으로 늘어났다.
케식 부대는 원래 몽골족, 만주족, 한족 및 카자흐족으로 구성되어 있었다. 그러나 몽골 제국이 빠르게 팽창하면서, 칭기즈 칸 사후 후계자들의 케식 부대는 페르시아, 그루지야, 아르메니아 등지와 알란인, 한국인, 이탈리아인, 러시아인 부대를 모집했다. 케식은 다양한 인종이 섞인 부대가 되었다. 케식은 황제의 개인 재산으로 취급되었던 만큼, 케식 부대는 황제의 후계자에게 상속되는 것이 아니었다. 대신에, 사망한 황제의 케식 부대는 황제의 가족과 가정을 돌보고 수호할 의무가 있었다. 그러나 구유크 칸의 경우 그 아버지인 오고타이 소속의 케식 부대를 대부분 자신의 친위대로 데려가기도 했다.
이후 쿠빌라이 칸(1260-1294)은 케식 부대의 기능을 제한하고, 새로운 친위대를 창설하였다. 그러나, 그의 케식 부대는 여전히 '사구'의 후손들에 의해 통솔되었다. 이 때 쿠빌라이에게 소속된 케식 부대원들은 총 12,000명이었다.

### 기원
유목 국가의 친위대 제도(케식)의 역사는 아무리 후대이더라도 선비족 - 북조 시대까지 거슬러 올라간다. 북위의 역사를 기록한 〈위서〉에는 다음과 같은 내용이 서술되어 있다.
건국 2년에 처음으로 좌우 가까이 시종직을 설치하였다. 상시 정원(定員)은 정해져 있지 않지만 백명에 이를 수 있고, 궁중에서 시중을 드는 숙직 (宿直), 선 (宣)과 조명 (詔命)을 전하였다. 이들 모두 여러 부족들의 거물 (大物), 호족 (豪族) ・ 양가의 자제로, 행동거지가 단정하고 외모가 엄연한 자, 재치가 있고 말솜씨가 좋으며 재기발랄한 사람을 선발, 채용한다. 또 내시장(內侍長)을 4명 배치하여 고문으로서 부족한 점, 실수를 보완해나가며 응답하도록 하였다. 약금지시중 산기상시(若今之侍中、散騎常侍)
(建国二年、初置左右近侍之職、無常員、或至百数、侍直禁中、伝宣詔命。皆取諸部大人及豪族良家子弟儀貌端厳、機辯才幹者応選。又置内侍長四人、主顧問、拾遺応対、若今之侍中、散騎常侍也。)
 — 〈魏書〉巻113「官氏志」, 번역은 궁 2012, 39쪽 (宮2012,39頁)에서 인용
여기에 기록된 "여러 부족들의 거물 호족 · 양가의 자제"에서 재주 있는 사람을 선택한다는 점, 네 명의 장관을 둔다는 점에서, 이들은 몽골 제국 시대의 케식과 똑같은 단체로 볼 수 있다.
북위에는 효문제의 한화 정책(漢化政策) 선비족 고유의 몽골-튀르크계 언어에서 유래된 이름은 사라지고, 정사 (〈위서〉)에도 기록이 되어있지 않지만, 오히려 적국이었던  남조의 역사서에 선비어에서 유래된 이름이 기록되어있다. 〈남제서〉에 선비어로 기록되어있는 북위의 관직의 대부분은 몽골-튀르크계 언어로 해독이 되어, 몽골 제국 시대의 케식과 공통되는 요소를 찾을 수 있다. 다음은 이와 같은 요소를 정리한 표이다.
| 직명 (남제서)   | 몽골어 옮김       | 직무 (남제서)                   | 직무 내용                          |
| --------------- | ----------------- | ------------------------------- | ---------------------------------- |
| 직진 (直眞)     | ičqčin/čiqčin     | 내좌우 (内左右)                 | 장막 안의 좌우에서 대기            |
| 오왜진 (烏矮眞) | iüyčin/uyčin      | 외좌우 (外左右)                 | 장막 밖의 좌우에서 대기            |
| 비덕진 (比德眞) | bitikčin          | 조나라 문서 관리국 (曹局文書吏) | 문서를 관리하는 벼슬아치           |
| 복대진 (樸大眞) | boqtayčin         | 담의인 (檐衣人)                 | 옷을 관리                          |
| 호락진 (胡洛眞) | qorčin            | 대장인 (帶仗人)                 | 우두머리를 데리고 호위             |
| 걸만진 (乞万眞) | kelemečin         | 통사인 (通事人)                 | 말이나 문서와 같은 것을 통역, 번역 |
| 가박진 (可薄眞) | qapučin           | 수문인 (守門人)                 | 문을 지키는 일                     |
| 불죽진 (拂竹眞) | yuzuqčin/bolqučin | 위대승역천인 (僞臺乘驛賤人)     | 역전 (驛傳)용 수레와 말을 관리     |
| 함진 (咸眞)     | yamčin            | 제주승역인 (諸州乘驛人)         | 역참(驛站)을 관리                  |
| 계해진 (契害眞) | kituačin          | 살인자 (殺人者)                 | 전투 담당                          |
| 절궤진 (折潰眞) | ǰarγučin          | 위주출수졸인 (爲主出受辭人)     | 군주의 명령을 전달                 |
| 부진 (附眞)     | bawurčin          | 귀인작식인 (貴人作食人)         | 식사 담당                          |
| 양진 (羊眞)     | yančin/ǰočin      | 삼공귀인 (三公貴人)             | 귀인                               |

여기에는 바울치나 비치쿠치와 같은 몽골제국 시대의 케식관와 같은 이름을 가진 것과, 스쿨치와 같은 역할을 하던 푸대진 (樸大眞), 울두치와 같은 역할을 하던 계해진 (契害眞)이 있어서 케식의 원형이 이미 선비~북위 지역에 존재했음이 증명된다.。

### 칭기스 칸즉위 이전의 케식
테무친 (칭기즈 칸)이 등장했던 시기의 몽골고원에는 몇 가지 유력한 부족이 패권을 다투며 서로 싸우는 시대였으나 이미 몇 가지의 부족의 지도자가 질자(質子)로 이루어진 친위대를 가졌던 것으로 기록되어 있다. 한편, 요 근래 몽골 부에서는 유력 씨족간의 경쟁이 계속되고 있으며 테무친의 아버지인 키야트 족장의 예수게이가 사망하고 히야트의 백성들은 일시적으로 흩어지게 된다.
약소 세력이었던 당시의 테무친에 적극적으로 편을 드는 사람들에게는 약간의 적은 규모였긴 했지만 자신의 자유의사로 테무친의 인품을 폄하하며 귀순하는 자, 질자로써 친족에게 이끌려 돌아가는 자들도 있었다. 아를랏 부의 보오르추에 대표되는 이들은, 반복상이 아닌 키야트의 씨족장들과는 다르게 테무친 개인에게 강한 충성심을 발휘하여, "노코르(Nökör, 동료)"로 불렸다.
이후 테무친은 몽골 부 키야트에 추대되어 칸이 되었으나, (제 1차 즉위) 이 무렵의 테무친의 노력은 "십삼익 (十三翼, 13Kürien)"으로 불리는 갖가지 씨족 집단의 연합체였다. 이내 "제 2익"이 칭기즈 칸에 직속된 군단으로, 노코르 칭기즈 칸의 자제로 구성된 "케식" 그 자체였다. 1189년 시점의 케식은 아래와 같다.

#### 1189년 시점에서의 케식 (징키즈 칸 최초의 케식)
| 직무                  | 원문        | 인명 1(부족)               | 인명 2(부족)            | 인명 3(부족)       | 인명 4(부족)                  |
| --------------------- | ----------- | -------------------------- | ----------------------- | ------------------ | ----------------------------- |
| 아카(장, 長)          | aqa         | 보오르추(아를랏, Arlat)    | 제르메(Jerme, 우랸카이) |                    |                               |
| 코르치(전동사 箭筒士) | qorči       | 오겔레 체르비(아를랏)      | 콰치운(잘라이르)        | 제데이(망그후드)   | 도콜쿠 체르비(망그후드)       |
| 바울치(주관)          | ba'urči     | 온구르(바야우드)           | 스이케투 체르비(콩고탄) | 카단(탈쿠트)       |                               |
| 코니치(목양관)        | qoniči      | 데게이(베스트)             |                         |                    |                               |
| 모치/위르치(목수)     | moči/yürdči | 쿠츄구르(베스트)           |                         |                    |                               |
| 울두치(帯刀者)        | üldüči      | 쿠빌라이(바를라스)         | 칠구테이(술두스)        | 카라카이(잘라이르) | 조치 카사르(칭기즈 칸의 형제) |
| 악타치(厩官)          | aqtači      | 벨구테이(칭기즈 칸의 형제) | 카랄다이(잘라이르)      |                    |                               |
| 아두우치(牧馬官)      | adu'uči     | 타이치우다이(술두스)       | 쿠투 모리치             | 무르칼크(자지랏트) |                               |
| 일치(使者)            | elči        | 아르카이 카사르(자라일)    | 타가이(술두스)          | 스게게이(스게겐)   | 차울칸(우리얀한)              |

칭기즈 칸은 자신의 세력을 확대시키는 과정으로 절대적인 충성심을 가지지 않은 히야트의 제 클리엔(諸クリエン)을 신뢰하지 않고, 철저히 자신의 충실한 케식(＝제 2 익)을 확대시키는 방침을 취했다. 칭기즈 칸의 몽골 울루스가 확대함에 따라 일찍이 케식은 군대를 이끄는 군단장이 되어갔다. 1203년 테무친은 아직 몽골에 복속되지 않은 최후의 유력부족인 나이만부를 토벌함에 있어 처음 시작한 천인대 제도와 케식 제도의 원형을 제정하였다. 이 시기 칭기즈 칸은 천인, 백인, 십인대장의 자제 중에서 특히 우수한 사람을 550명을 선발하여, '숙위(宿衛, kebte'ül)'를 80명, '시위(侍衛, turqa'ud)'를 70명,'궁통사(箭筒士, qorči)'를 400명 설치하고 이러한 편제는 유지되며 이후의 케식의 원형이 되었다.

### 칭기즈 칸의 케식테이 창설
나이만부를 정복해 몽골고원을 통일한 칭기즈 칸은 1206년 몽골 제국을 건국하여, 국가체제의 정비를 시작하였다. 칭기즈 칸은 이전에 케식의 규모를 대폭 확대하고 천명의 코르친 (箭筒士), 천 명의 토르구드 (시위, 侍衛), 팔천 명의 토르구드 (시위)로 이루어진 "1만 케식" 제도가 정해진다. 칭기즈 칸은 동시에 "케식대원은 천인대장 (밍간)의 노양보다 상위에 있고, 양자 간 싸움이 일어난다면 밍간에 있는 사람들을 벌한다" 라고 하며 케식의 특권적인 지위를 밝히고 케식을 "Yeke qol(대중군, 大中軍)"으로 호칭하고 자신의 직속군의 중앙에 위치한다. 그리고, 1206년 이전부터 케식 임무를 맡고 있었던 사람들은 신설된 케식의 가운데에도 특히 중용되었고, "노숙영"(老宿営) "대시위"(大侍衛) 등으로 불리게 된다. 1만을 정원으로 하는 케식 제도는 이 이후 크게 변화를 겪지 않고, 원나라 말기까지 존속하게 된다.
그러나, 숙영/토르구드/코르친이라 불리는 분류는 〈원조비사〉(元朝秘史)에만 보이는 것으로, 〈원사〉(元史) 또는 〈집사〉(集史)에는 기재되어있지 않기 때문에, (유이한 명칭이나 개념은 존재한다) 이 분류의 정확성을 의심하는 설도 있다. 예를 들면, "천 명의 숙영"은 대장(예케 늘린 = 누라 누얀)이 일치하는 것 등에서 〈집사〉에 있어서 "칭기즈 칸 직속의 천인대 (hazāra-yi khāṣṣ-i Chīnkkīz Khān)"에 상당하는 설이 있지만 〈집사〉에는 "칭기즈 칸의 천인대와 케식, 혹은 코르친-토르구드의 관계에 대해서는 전혀 기록되어 있지 않다. 또한 〈원사〉 (元史)에서는 〈원조비사〉에서 "숙영의 직무"로 기록되어있는 내용이 "케식 전체의 업무"로 기록되어 있어서, 케식과 숙영/토르구드/코르친과의 관계는 불명확한 점이 많다.

### 원나라시절의 케식
1271년에 즉위한 쿠빌라이는 국호를 대원대몽골국(대원국)으로 바꾸고 중국 유래의 관료제를 도입했다. 하지만, 이후 서술하는 것처럼 대원국의 관서의 최고는 케식장이 함께 겸하는 것이 통례이며, 고관의 대다수는 케식 출신 사람으로 채워졌다. 원대의 행정 시스템은 중앙 관서(중서성 등)이 출선기관(행중서성, 行中書省)으로부터 받은 보고를 모아 칸에게 올리고, 칸의 판단, 승인을 받아 실행으로 옮기는 형식으로 흘러가는 구조를 띠었다. 이 과정에서 칸이 보고를 받고 판단을 내릴 때, 케식의 고관이 측근으로 모셔서 보필하는 것이 통례이며, 원대의 명령문서에는 "~년 ~월 ~일 제 ~케식 제 ~일, ~칸의 측근에 있는 케식(=고관의 열거)"라고 정형문이 기록되어 있다. 일례로 아래 문서가 있다.
於至大 2년十一月初五日也可怯薛(예케케식)第 1 日宸慶殿西耳房内有時分、速古児赤(스쿨치)也児吉你丞相、宝児赤(바울치)脱児赤顔太師、伯荅沙丞相、赤因帖木児丞相、昔宝赤(시바우치)玉龍帖木児丞相、札蛮平章、哈児魯台参政、大順司徒等有来
 — 広倉学窘叢書秘志五, 片山1980,7頁
이와 같이, 대원국의 정사의 본질은 "칸과 케식에 의한 측근정치이다."라는 점에서는, 몽골 제국과 어느 것도 다르지 않았다.
대원국 초기、쿠빌라이와 테무르의 치세 당시 한문문서행정 (漢文文書行政)에 몸을 담근 관료가 많이 필요했기 때문에, 한인 (漢人, 구 금나라의 유목민을 가리킨다.), 남인 (南人, 구 남송국의 유목민들을 가리킨다.)이면서 케식에 입대하였고, 그 이후 관료가 되는 사람들도 일정 수 있었다. 원나라 시대에는 한인, 남인의 사관은 케식, 관리 (吏), 유(儒)라고 하는 3개의 진로가 있는데, 전체 한인, 남인 관료의 약 10％를 케식 출신자가 지냈다고 한다. 케식으로부터 입관할 때는 7품 이상의 고관으로부터 시작하도록 정해져 있었고 이에 반해 관리, 유로 사관을 한 한인, 남인은 6~7품의 관직까지밖에 나아갈 수 밖에 없었다. 이 때문에, 원대를 통해 다양한 수단을 사용하여 케식에 입대하려는 한인, 남인의 유입이 끊이지 않으니, 가끔씩 칸은 한인, 남인의 케식 입대를 금지하는 명령을 내리기도 했다.
또한 케식에서 사관직에 있는 사람들 사이에 있을 수 있는 관직에 격차가 있어서 몽골인이 각 관청의 우두머리를 차지하고 색목인 (色目人)이 그 뒤를 이은 고위관료 (재무관료)가 되고 한인, 남인은 지방행정장관직 (地方行政長官職)을 얻는데 그치고 만다. 이러한 격차는 각 조상이 몽골 제국에 귀순한 순서, 시기로부터 유래되는 것이었다. 몽골인 중에서도 칭기즈 칸의 최고 간부 '사준'(四駿)의 가계는 특별 취급되어 재상급의 인재를 다수 배출하였다.。
명나라의 성립으로 인해 대원국이 북상한 이후 (북원, 北元), '케식'이 어떻게 운용되었는지는 불명확하다. 하지만 다얀 칸 이후 칸과 직결된 가족으로 알려진 차하르에는 '케식텐'이라고 불리는 집단이 있었던 것으로 기록되어 있고, 북원 시대에도 어느 정도의 기간 동안 케식제가 존속했을 것으로 추정된다.

## 가정기관으로서의 케식

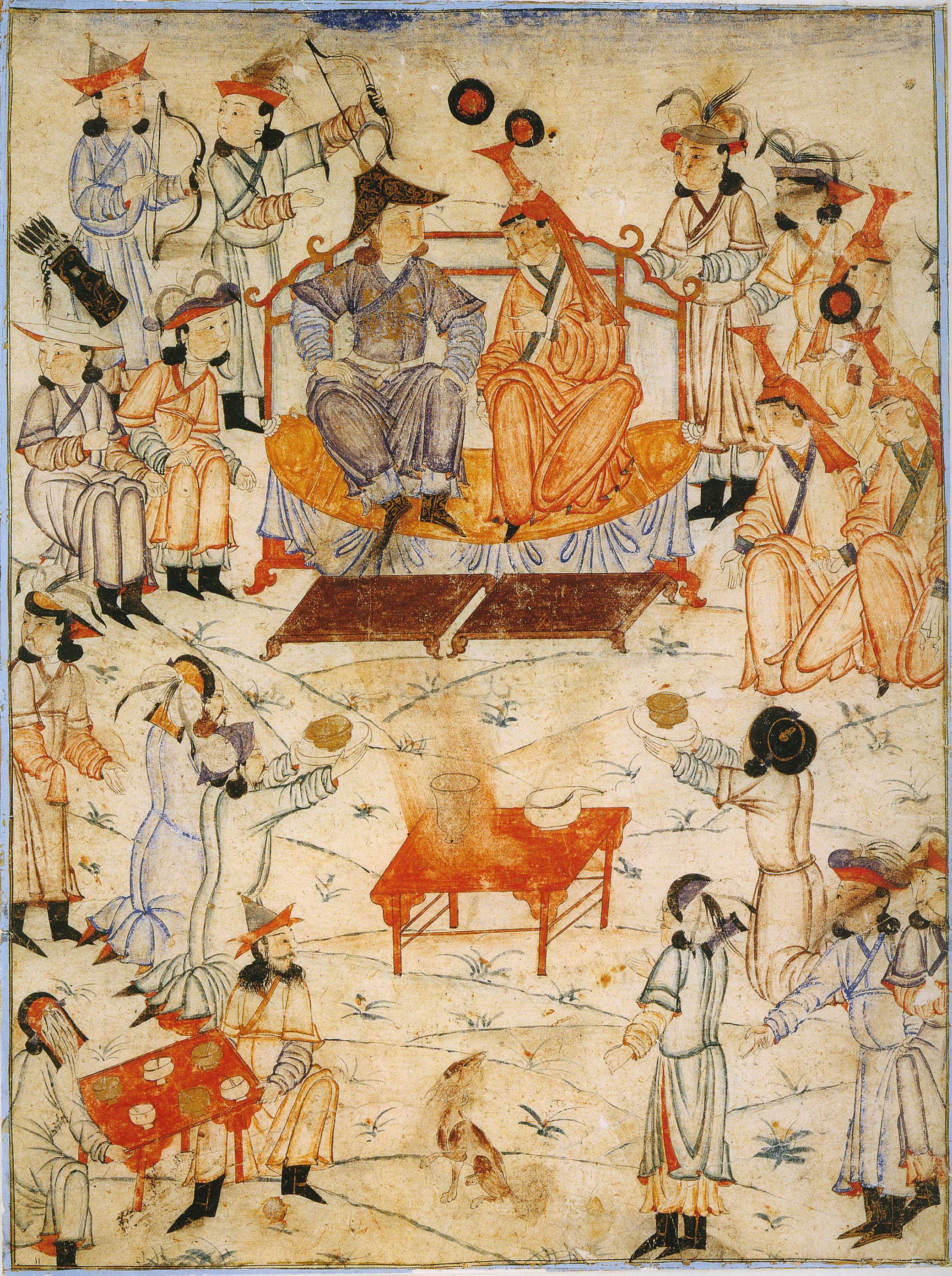
급사를 하는 바울치 (〈집사〉 集史)

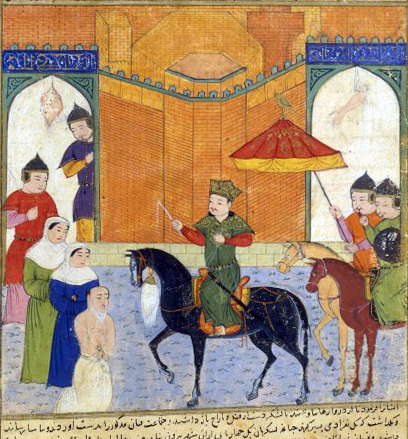
우산을 내미는 스콜치 (〈집사〉)

주로 "친위대"로 알려져 있는 케식은, 칸의 수발을 드는 가정기관으로서의 측면도 있었다. 특히 "의"를 관장하는 스콜치나,  "식"을 관장하는 바울치는 칸의 생명에 직결되는 일이기 때문에 케식의 역직 중에서도 중요하게 여겨진다. 〈집사〉에는 1189년의 시점에서 케식 중에서 "바울치" (ba'urči: 칸의 음식을 관장하는 케식)이 존재하였다고 기록되어 있다. 케식 내의 가정기관으로서의 역직은 케식이 확대함에 따라 종류를 세분화시키고, 〈원사〉에는 원시대의 케식관으로 아래 역직이 기록되어 있다.
| 식장 (職掌)                   | 식명 (職名, 몽골어 원어) | 식명(한자 표기) | 역목 (役目, 원사)           | 직무 내용                                 |
| ----------------------------- | ------------------------ | --------------- | --------------------------- | ----------------------------------------- |
| 코르치 (전통사, 箭筒士)       | qorči                    | 화아적 (火兒赤) | 주궁시지사자 (主弓矢之事者) | 활과 화살을 다루고 관리하는 일            |
| 시바우치 (응장, 鷹匠)         | sibaγuči                 | 석보적 (昔宝赤) | 주응지사자 (主鷹之事者)     | 매사냥                                    |
| 키르쿠치(준장, 隼匠)          | kirküči                  | 겁연적 (怯憐赤) | 주준지사자 (主隼之事者)     | 송골매를 사용한 매사냥                    |
| 샤르후치 (단사관, 断事官)     | ǰarγuči                  | 札里赤          | 書写聖旨                    | 성지를 관리하는 일                        |
| 비치크치 (서기관, 書記官)     | bičiqči                  | 必闍赤          | 天子主文史者                | 서류 작성을 하는 일                       |
| 바울치 (주관, 厨官)           | ba'urči                  | 博爾赤          | 親烹飪以奉上飲食者          | 주방을 관리하는 일                        |
| 울두치 (대도자, 帯刀者)       | üldüči                   | 雲都赤          | 侍上帯刀者                  | 대검을 휴대하며 칸을 호위하는 일          |
| 쿠테치 (향도자, 嚮導者)       | küteči                   | 闊端赤          | 侍上帯弓矢者                | 활과 화살을 휴대하며 칸을 호위하는 일     |
| 발하치 (창고번, 倉庫番)       | balγači                  | 八剌哈赤        | 司閽者                      | 곳간, 창고의 문을 지키는 일               |
| 다라치 (주관, 酒官)           | darači                   | 答剌赤          | 掌酒者                      | 술을 관리하는 일                          |
| 울라하치 (마차마관, 馬車馬官) | ulaγači                  | 兀剌赤          | 典車馬者                    | 마차를 끄는 말들을 관리하는 일            |
| 모린치 (목마관, 牧馬官)       | morinči                  | 莫倫赤          | 典馬者                      | 말을 관리하는 일                          |
| 스쿠르치 (傘持ち)             | sükürči                  | 速古児赤        | 掌内府尚供衣服者            | 칸의 옷을 관리하는 일                     |
| 테메치(목타관, 牧駝官)        | temeči                   | 帖麦赤          | 牧駱駝者                    | 낙타를 치고 관리하는 일                   |
| 코니치 (목양관, 牧羊官)       | qoniči                   | 火你赤          | 牧羊者                      | 양을 치고 관리하는 일                     |
| 쿨라가치 (취체관, 取締官)     | qulaγači                 | 忽剌罕赤        | 捕盗者                      | 도적, 산적 등의 일탈자 단속을 관리하는 일 |
| 코르치 (주악관, 奏楽官)       | qorči                    | 虎児赤          | 奏楽者                      | 음악을 연주하는 일                        |
| 바아투르 (용사, 勇士)         | baγatur                  | 霸都魯          | 忠勇之士                    | 전사들이 주로 하는 일, 나라를 지키는 일   |

가정기관 (家政機関)으로서의 케식의 역직은, 원대에 들어와 관료제가 정비되면서 관부에 소속되어 일을 수행하게 되었다. 이름은 중국 유래의 관부가 되었지만, 실질적으로는 해당 지식관이 관직을 겸해서 케식관직을 겸하여 활동하기 때문에, 실질적인 케식과이 명칭을 바꾼 채 존재하는 것이었다.
예를 들면, 칸의 식(食)에 종사하는 바울치는 우선 쿠빌라이 즉위 직후에 설치된 "상식상약국"(尙食尙薬局)에 귀속되었으며, 위안 (至元) 14년에는 이것이 "상선원"(尙膳院)으로 승격하였고. 위안 18년에는 "선휘원"(宣徽院)이라고 칭하기에 이르렀다. 이 밖에 선휘원에는 태의원(太醫院), 공수사(拱衛司), 교방사(教坊司), 상식(尙識), 상과(尙果), 상온(尙醞)이라고 하는 하위 부국이 설치되어 있던 것이 기록되어 있는데, 이것은 원대에 소식 내의 역직이 상당히 세분화되어 있음을 시사한다.

## 투르칵(질자, 質子)제도

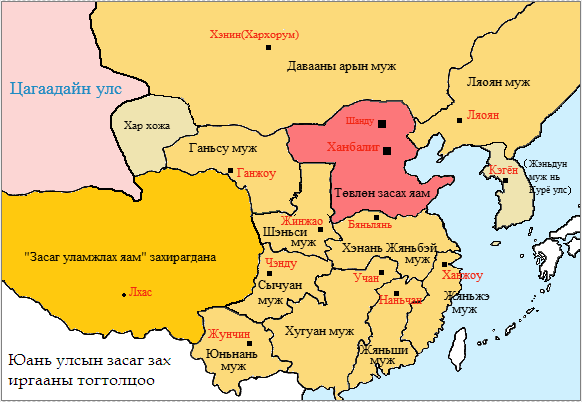
대원국 가운데의 고려(정동행성, 征東行省)의 위치

전술했듯이 몽골고원에는 예전부터 족장이 다른 유목세력에 투항할 때 탁신의 대가롤 투르칵(turγaγ)을 내놓았고, 이 투르칵이 유목군장을 경호하는 친위대가 된다는 제도가 존재했다. 이 투르칵 제도에는,
1. 질자를 다루며 투항한 세력을 견제하기 위해
2. 질자를 친위대의 일원으로 삼아 군주와의 주종관계로 흡수하여 장래의 간부층 중 한 사람으로서 훈계하기 위함

위 두 가지로 두 가지 목적이 있었다고 추측되고 있다.
칭기즈 칸이 제정한 "케식"은 원칙적으로 천인대장 (밍간)의 자제들 중에서 선발하도록 규정되어 있었으나, 몽골 제국의 정복지가 확대됨에 따라 몽골 제국에 항복한 구왕국의 왕족들이 투르칵으로서 케식에 입대하는 사례가 늘게 되었다.
몽골 제국에 투르칵을 내놓았던 속국들 가운데 가장 저명했던 나라는 한반도의 고려이다. 고려에는 오고디 칸의 치세에 방계왕족의 영위공 왕탁을 왕자로 거짓으로 투르칵으로 보낸 이래, 그 멸망 때까지 정기적으로 왕족을 투르칵으로 몽골의 궁궐로에 마주 보게 만들었다. 특히 쿠빌라이의 즉위를 전후해 투르칵이 된 충렬왕은 몽골인 공주 쿠톨크 켈미슈를 아내로, 이 이후 고려 왕가는 몽골 궁중과 더욱 친밀한 관계를 갖게 되었다.
이러한 고려에 대한 투르칵의 요구는 간혹 고려에 대한 억압적 정책으로 부정적으로 평가되어 왔으나, 현재는 고려왕가와 몽골의 칸과의 연결고리를 강화하여  부마 (駙馬, 여사위)로서의 고려왕가의 지위를 높이는 측면이 있었던 것으로 평가받고 있다.
또한, 명나라 대에는 영락제가 포로가 된 코무르국(차가타이계 츄베이 왕가의 국가)의 왕자 톡트를 자신의 측근에서  섬기게 하고, 톡트가 성장하자 코무르국으로 보내어 와응로 즉위하게 되었다는 내용의 기록이 있다. 이는 곧 대원국과 고려의 관계를 재현한 것으로, 영락제는 톡트를 질자로 취급하였으며, 친위대(케식)으로서의 활동을 통해 자신과의 군신관계를 키우고 다시금 코무르국의 왕이 되게 함으로써 간접적으로 코무르국의 세력권을 얻기 위한 것으로 보인다.

## 헤식텐부
1368년, 난징에 건국되었던 명조의 공격을 받았던 대원국은 대도시를 함락당했고, 장성 이남의 영지를 포기하여 몽골 고원에 회귀하게 되었다. 북원시대에서도 케식 제도는 존속할 것으로 보였지만, 기록이 적어 세부적인 이야기는 불명이다.
15세기 말, 바투뭉케가 다얀 칸으로 즉위하자 내란을 이어가고 있었던 몽골의 보든 부분을 재통일하여, 대 칸은 차하르부를 이끌게 되었다. 차하르부에는 "극실당(克失旦, 케식텐)" 라고 호칭되던 하위 집단이 있었던 일이 이른 때부터 명조의 사료에 기록되어있고 이것이 원 시대의 케식으로 이어진다.
하지만 북원시대의 케식텐은 곧이어 친위대가 아닌 독립된 유목집단으로 나아간다. 차하르부는 "8 오톡 차하르"(Naiman Otoγ Čaqar) 이라고도 불렸는데, 8개의 유목집단으로 이루어져 있었는데 그 중 하나가 헤식텐(케식텐) 오톡이 있었다. 헤식텐 오톡은 다얀 칸에 의해 식자(息子)의 오치르볼드(Очирболд)에 봉토를 나누어줬다고 한다.
17세기, 청 왕조가 융성하게 되자 차하르부의 링단 칸은 이에 대항하였으나 실패하게 되고 최종적으로 차하르부는 청 왕조에 투항한다. 청 왕조는 헤식텐부를 자오우다 맹 헤식텐기로 편제하여 이것이 현재의 중화인민공화국 내의 몽골 자치구 헤식텐기의 전신이 되었다.

## 부대 분류

### 주력 부대
- 토르구드 (Torguud, Tunghaut)는 몽골의 황제 칸의 주간 근위대를 뜻한다. 이들은 정복이나 일상 생활에서 항상 통치자와 가까웠다. 유명한 수부타이는 그 치하 초기에 케식에 있었다.
- 케브툴(Khevtuul) 은 케식의 야간 근위대이며 황제와 통치자들이 유르트에서 잠을 자는 동안 보호하는 임무를 맡았다. "케브툴"이라는 이름은 말 그대로 몽골어로 침대나 바닥과 같은 것에 "누워있는 사람"을 의미하며, 밤과 관련이 있음을 의미한다.

### 보조 부대
- 코르친(Khorchin)은 카간스(Khagans)의 전투 근위대였다. Khorchin이라는 단어는 화살통을 운반하는 사람을 의미한다.[17] 학자들은 몽골 일족 코르친이 이들과 관련이 있다는 주장을 한다.
- 아수드 가드(Asud guard) 이들은 북부 코카서스에서 온 알란인들로 완전히 구성되어있었다. 처음에 그들은 1236년 몽골의 볼가 불가리아 침공 이후 전쟁에서 몽골 군주를 조력자로 섬겼다. 쿠빌라이 카간은 이들을 제국 경비대로 조직했다. 그들의 후손은 현대 몽골 부족인 아수드를 형성했다.
- 충실한 러시아인 라이프 가드(Ever-faithful Russian Life guard) 쿠빌라이의 후계자 중 한 명인 원 문종은 1330년 대도 근처에 러시아인 부대를 결성했다.[18]
- 킵차크 및 캉글리(Qanqli) 근위대. 1216년 이후에 킵차크와 캉글리 수감자들은 중국 북부의 몽골인들에게 전사와 하르친 (암말의 우유를 발효하고, 정제함)으로 봉사했다. 쿠빌라이 칸 아래에서 킵차크족은 특수 경비대를 구성했고, 캉글리 경비대는 1308년에 조직되었다.

## 같이 보기
- 몽골 제국
- 만구다이
- 몽골 군사 전술과 조직
- 몽골 제국의 사회
- 징기스칸 국가 조직